# 러브 유 도쿄
〈러브 유 도쿄〉(일본어: ラブユー東京 라부유도쿄[*], 영어: LOVE YOU TOKYO)는 쿠로사와 아키라와 로스 프리모스의 데뷔곡으로서, 1966년 4월 1일 발표되었다. (7" Vinyl: CW-460) 이 곡은 오리콘 싱글 차트가 정식으로 처음 발표되었던 1968년 1월 4일에 1위를 기록한 기념비적인 곡이기도 하다. 발매 당시에는 A사이드가 〈눈물과 함께〉(涙とともに 나미다토토모니[*])였고 자켓 사진도 흑백이었지만, B사이드 곡 〈러브 유 도쿄〉가 예상치 못한 큰 인기를 얻자 이듬해 A, B사이드를 서로 뒤집은 상태에서, 자켓도 컬러로 변경해 재발매했다.
먼저 A사이드 곡 〈눈물과 함께〉는 키무라 신(木村伸)이 작사를, 작·편곡을 나카가와 히로유키(中川博之)가 맡았다. B사이드 곡 〈러브 유 도쿄〉는 우에하라 쇼(上原尚)가 작사를 맡았고, 작·편곡은 다시 나카가와가 담당했다.
〈러브 유 도쿄〉는 더 피너츠, 야시로 아키, 코이즈미 쿄코, 나카모리 아키나, 미카와 켄이치, 쿠로키 켄 등 다양한 아티스트들에 의해 리메이크 되기도 했다.

## 수록곡
| #  | 제목                                | 작사        | 작곡              | 편곡              | 재생 시간 |
| -- | ----------------------------------- | ----------- | ----------------- | ----------------- | --------- |
| 1. | 〈〈눈물과 함께〉〉 (涙とともに)    | 키무라 신   | 나카가와 히로유키 | 나카가와 히로유키 |           |
| 2. | 〈〈러브 유 도쿄〉〉 (ラブユー東京) | 우에하라 쇼 | 나카가와 히로유키 | 나카가와 히로유키 |           |